# .cs
.cs este un domeniu de internet de nivel superior, pentru Cehoslovacia (ccTLD).